# Albertinegräsfågel
Albertinegräsfågel (Bradypterus graueri) är en utrotningshotad fågel i familjen gräsfåglar som förekommer i Centralafrika.

## Utseende och läten
Albertinegräsfågeln är en medelstor (16 cm), oansenlig sångare. Fjäderdräkten är mörkbrun med fläckad strupe. Den relativt långa och breda stjärten har en lätt rostfärgad anstrykning. Sumpgräsfågeln är mindre och ljusare, medan vitvingad gräsfågel har vitt i vingarna och ljusare undersidan. Sången, en snabb drill som inleds med (och ibland följs av) några låga "chup", levereras från en hög sittplats eller i sångflykt.

## Utbredning och systematik
Fågeln förekommer i höglandsområden med papyruskärr i östra Kongo-Kinshasa och intilliggande Rwanda och Uganda. Den behandlas som monotypisk, det vill säga att den inte delas in i några underarter.

### Familjetillhörighet
Gräsfåglarna behandlades tidigare som en del av den stora familjen sångare (Sylviidae). Genetiska studier har dock visat att sångarna inte är varandras närmaste släktingar. Istället är de en del av en klad som även omfattar timalior, lärkor, bulbyler, stjärtmesar och svalor. Idag delas därför Sylviidae upp i ett flertal familjer, däribland Locustellidae.

## Status och hot
Internationella naturvårdsunionen IUCN kategoriserar arten som sårbar. Den är visserligen lokalt vanlig, men utbredningsområdet är mycket litet och fragmenterat. På grund av att dess levnadsmiljö omvandlas till betes- och odlingsmark tros den minska i antal. Världspopulationen uppskattas till mellan 12 000 och 30 000 vuxna individer.

## Namn
Artens vetenskapliga artnamn hedrar den österrikiske ornitologen Rudolf Grauer (1871-1927), verksam som samlare av specimen i tropiska Afrika 1904-1911.